# Hamza (Grundwasserleiter)
Als Hamza (portugiesisch Rio Hamza) wird ein vermuteter Grundwasserleiter in Brasilien bezeichnet, der in einer Tiefe von 4000 Metern unterhalb des Amazonas verläuft. Seine Entdeckung wurde im August 2011 bekanntgegeben und geht auf Untersuchungen einer brasilianischen Forschungsgruppe um Valiya Mannathal Hamza zurück, nach dem der Grundwasserleiter benannt ist.

## Verlauf und Bedeutung
Der Hamza-Grundwasserleiter zieht sich unterhalb des Amazonas weitgehend entlang dem Amazonaslauf über eine Länge von mehr als 6000 Kilometern von West nach Ost aus den peruanischen Anden in Richtung des Atlantischen Ozeans. Der Aquifer transportiert auf einer Breite von zwischen 200 und 400 Kilometern ca. 3900 Kubikmeter Wasser pro Sekunde, was etwa 2 % der Abflussmenge des Amazonas entspricht und ein zweites wichtiges Entwässerungssystem des Amazonasbeckens darstellt.
Das Fließsystem ist kein Fluss im üblichen Sinne, wird aber häufig im übertragenen Sinne so bezeichnet. Der Wassertransport findet vielmehr innerhalb poröser Gesteinsschichten etwa 2 bis 4 Kilometer unterhalb der Erdoberfläche statt, dabei liegen die Fließgeschwindigkeiten nur zwischen 10 und 100 Metern im Jahr, d. h. unterhalb der Geschwindigkeiten durchschnittlicher Gletscher. Das Wasser wird als salzhaltig beschrieben, führt vermutlich jedoch trotzdem zu einer Verminderung der Salinität des salzigeren Atlantik im Mündungsbereich.

## Entdeckung
Der Hamza-Aquifer wurde durch eine Forschungsgruppe des brasilianischen Observatório Nacional entdeckt, einer Einrichtung des brasilianischen Wissenschaftsministeriums, die thermische Daten von 241 Tiefbohrungen auswertete, welche bereits in den 1970er und 1980er Jahren durch die Erdölgesellschaft Petrobras vorgenommen worden waren. Als Entdeckungsstudie gilt die von dem indischen Wissenschaftler Valiya Hamza (* 1941) von der Universidade Federal do Amazonas betreute Doktorarbeit von Elizabeth Tavares Pimentel aus dem Jahr 2010. Die Ergebnisse lassen auf den beschriebenen langsamen Wasserfluss schließen. Die Erkenntnisse wurden erstmals im August 2011 auf dem 12. Internationalen Kongress der Sociedade Brasileira de Geofísica (SBGf) vorgestellt. Eine endgültige Bestätigung für die Existenz des Grundwasserleiters in der dargestellten Form lag damals noch nicht vor. Auch die weitere Bedeutung des Entwässerungssystems, beispielsweise für ökologische Prozesse, muss weiter erforscht werden.

## Kritik
Kritisiert wurden die Ergebnisse nach ihrer Präsentation von Jorge Figueiredo, einem Geologen von Petrobras. Er wies die These eines durchgängigen Grundwasserleiters zurück und bezeichnete die vorgestellten Ergebnisse als unwissenschaftlich und durch andere Zusammenhänge erklärbar. Weiterhin verwies er darauf, dass die Ergebnisse bis dato nur auf einer Konferenz vorgestellt wurden und noch nicht in der Wissenschaft diskutiert werden konnten.